# Baltische Fußballmeisterschaft 1909/10
Die baltische Fußballmeisterschaft 1909/10 des Baltischen Rasen- und Wintersport-Verbandes gewann der SV Prussia-Samland Königsberg durch ein 2:1-Sieg im Finale gegen den BuEV Danzig. Dies war der erste Gewinn der baltischen Fußballmeisterschaft für die Königsberger, die sich dadurch für die deutsche Fußballmeisterschaft 1909/10 qualifizierten. Dort schied Königsberg jedoch bereits vor dem eigentlichen Viertelfinale in einer Ausscheidungsrunde gegen den Meister des Märkischen Fußball-Bundes, Rixdorfer FC Tasmania 1900, mit 1:5 aus.

## Modus und Übersicht
Die Vereine im Baltischen Rasensport-Verbandes waren in der Saison 1909/10 erneut in drei regionale Bezirksklassen eingeteilt, deren jeweilige Meister für die Endrunde um die baltische Meisterschaft qualifiziert waren.
| Bezirk              | Bezirksmeister                |
| ------------------- | ----------------------------- |
| Ostpreußen          | SV Prussia-Samland Königsberg |
| Danzig-Stolp        | BuEV Danzig                   |
| Elbing-Marienwerder | SC Graudenz                   |

## Bezirk I Ostpreußen
| Pl. | Verein                        | Sp. | S | U | N | Tore    | Quote | Punkte |
| --- | ----------------------------- | --- | - | - | - | ------- | ----- | ------ |
| 1.  | SV Prussia-Samland Königsberg | 4   | 3 | 0 | 1 | 005:500 | 1,00  | 06:20  |
| 2.  | VfB Königsberg (M)            | 4   | 3 | 0 | 1 | 012:600 | 2,00  | 06:20  |
| 3.  | SC Ostpreußen Königsberg      | 4   | 0 | 0 | 4 | 001:700 | 0,14  | 0:80   |

| (M) | Titelverteidiger Bezirk Ostpreußen |

Entscheidungsspiel Platz 1:
| Datum             |                | Ergebnis |                               | Ort                               |
| ----------------- | -------------- | -------- | ----------------------------- | --------------------------------- |
| 19. Dezember 1909 | VfB Königsberg | A -:- A  | SV Prussia-Samland Königsberg | Friedländer Tor-Platz, Königsberg |

## Bezirk II Danzig-Stolp
| Pl. | Verein                                   | Sp. | S | U | N | Tore    | Quote | Punkte |
| --- | ---------------------------------------- | --- | - | - | - | ------- | ----- | ------ |
| 1.  | BuEV Danzig                              | 3   | 3 | 0 | 0 | 033:500 | 6,60  | 06:0   |
| 2.  | FC Hansa Danzig (N)                      | 2   | 1 | 1 | 0 | 006:100 | 6,00  | 03:10  |
| 3.  | SV Ostmark Danzig (N)                    | 1   | 1 | 0 | 0 | 003:100 | 3,00  | 02:0   |
| 4.  | Sp. Abt. des Lehrerseminars Langfuhr (N) | 2   | 1 | 0 | 1 | 003:300 | 1,00  | 02:20  |
| 5.  | VfB Danzig (N)                           | 2   | 0 | 1 | 1 | 000:200 | 0,00  | 01:30  |
| 6.  | ASC Danzig (N)                           | 2   | 0 | 0 | 2 | 005:130 | 0,38  | 0:40   |
| 7.  | FC Comet Neufahrwasser (N)               | 2   | 0 | 0 | 2 | 001:260 | 0,04  | 0:40   |

| (N) | Aufsteiger aus der 2. Klassen |

## Bezirk III Elbing-Marienwerder
Der Bezirk Elbing-Marienwerder war in zwei Gruppen aufgeteilt, deren Sieger im Finale aufeinander trafen.
| Datum            |                                      | Ergebnis |                                                    | Ort          |
| ---------------- | ------------------------------------ | -------- | -------------------------------------------------- | ------------ |
| 20. Februar 1910 | SC Graudenz (Sieger Gruppe Graudenz) | 4:0      | Elbinger SV 05 (Sieger Gruppe Elbing/Marienwerder) | Marienwerder |

## Endrunde um die baltische Fußballmeisterschaft
Die Sieger der Bezirke Danzig und Elbing-Marienwerder spielten den Meister von Westpreußen aus. Dieser traf dann in einem Finalspiel auf den Sieger des Bezirkes Ostpreußen.
Meisterschaft Westpreußen
| Datum        |                                                     | Ergebnis  |                                             | Ort      |
| ------------ | --------------------------------------------------- | --------- | ------------------------------------------- | -------- |
| 6. März 1910 | SC Graudenz (Sieger Bezirk III Elbing-Marienwerder) | 0:4 (0:2) | BuEV Danzig (Sieger Bezirk II Danzig-Stolp) | Graudenz |

Baltische Meisterschaft
Das Endspiel vor einigen Tausend Zuschauern war ausgeglichen. Königsberg attackierte das Danziger Tor anfangs mit Weitschüssen, die der Torhüter und die Abwehr jedoch parieren konnten. Die Danziger scheiterten ebenfalls an der Königsberger Abwehr, die sie nicht durchbrechen konnten. In der 30. Minute schoss Max Friedrich das 1:0 für Prussia-Samland, woraufhin Danzig das Tor der Königsberger belagerte. Mit einem scharfen Schuss gelang Bielefeldt der Ausgleich in der 44. Minute für Danzig. Auch in der zweiten Halbzeit ging es Hin und Her, wieder war es Friedrich, der Prussia-Samland in Führung schoss. Die Danziger ließen in Folge mehrere Chancen aus, so dass Prussia-Samland am Ende zum ersten Mal baltischer Fußballmeister wurde.
| Datum         |                           | Ergebnis  |             | Ort                               |
| ------------- | ------------------------- | --------- | ----------- | --------------------------------- |
| 3. April 1910 | SV Pr.-Samland Königsberg | 2:1 (1:1) | BuEV Danzig | Friedländer Tor-Platz, Königsberg |